# Polybotrya sessilisora
Polybotrya sessilisora är en träjonväxtart som beskrevs av Robbin C. Moran. Polybotrya sessilisora ingår i släktet Polybotrya och familjen Dryopteridaceae. Inga underarter finns listade.